# Daniel Dahlén
Daniel Dahlén, född 1978 i Mariehamn på Åland, näringslivspersonlighet och kulturarbetare. Daniel Dahlén är VD för Ålandstidningen och tidigare VD för Ålands Telekommunikation och Ålands näringsliv. Han var tidigare kommunsekreterare i Jomala kommun. Dahlén har de senaste åren varit en aktiv kraft inom det åländska näringslivet men även inom den åländska teatersektorn. Han har medverkat som skådespelare i en mängd uppsättningar och sitter i styrelsen för Mariehamnsteatern. Som programledare medverkar Dahlén i Ålandspodden tillsammans med Carl Lönndahl, samt i Ledarpodden med Jonas Bladh. 

## Pjäser (urval)[7]
- Thenne Papegoie (1997)
- Djävulsdansen (2004)
- Be-Bop på Iwa (2004)
- Krona i bojor (2005, 2006)
- Katt på hett plåttak (2008)
- Aldrig i livet (2008)
- Illusionisterna (2014)
- Himmel! Vi är döda! (2016)